# 土佐秀夫
土佐 秀夫（とさ ひでお、1946年 - ）は、元アマチュア野球選手・指導者である。ポジションは内野手。

## 来歴・人物
浪商高校では3年生の時、1964年の選抜高校野球に遊撃手、四番打者として出場。チームは準々決勝まで進むが、博多工の橋本孝志に完封を喫する。同年夏の府大会も準決勝に進むが、阿野鉱二、堀井和人のいた明星高に敗退。
卒業後は関西大学に進学。関西六大学野球リーグでは1967年秋季リーグで優勝を飾る。1年下にエースの久保田美郎がいた。
大学卒業後は社会人野球の新日鉄広畑に入社する。1971年の都市対抗では二塁手、五番打者として活躍。山中正竹（住友金属から補強）、三沢淳の両エースの好投もあり、決勝で丸善石油を降し優勝。他のチームメイトに佐々木恭介、白滝政孝らがいた。同大会では優秀選手に選ばれ、同年の社会人ベストナイン（二塁手）にも選出された。また同年の第9回アジア野球選手権大会日本代表となる。1978年の都市対抗で10年連続出場の表彰を受けた。
新日鉄広畑監督、日本高野連技術振興委員会委員を務めた後、2005年から2009年までに関西大学監督。また日本放送協会で高校野球解説者を務めた。